# 조 허슬리

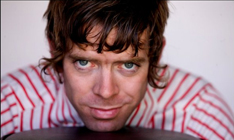

조 허슬리(Joe Hursley, 1979년 3월 19일 ~ )는 미국의 배우이다.
오스틴에서 태어났다.

## 영화
- 에스피오나지 투나잇 (2017년) - 토마스 역
- 위 러브 유 (2016년)
- 시퀀스 (2013년)
- 잭스 낫 식 애니모어 (2012년) - 킵 역
- 볼스 투 더 월 (2011년) - 벤 카멜리노 역
- 레지던트 이블 3 - 인류의 멸망 (2007년) - 오토 역
- 브로큰 (2006, Broken)
- 억셉티드 (2006년)